# Štramberk (stacja kolejowa)
Štramberk – stacja kolejowa w Štramberku, w kraju morawsko-śląskim, w Czechach. Znajduje się na wysokości 355 m n.p.m.
Jest zarządzana przez Správę železnic. Na stacji znajdują się kasy biletowe, na których istnieje możliwość zakupu biletów na wszystkie pociągi w tym międzynarodowe oraz rezerwacji miejsc.

## Linie kolejowe
- 325 Studénka - Veřovice